# Papaipema mulieris
Papaipema mulieris är en fjärilsart som beskrevs av Embrik Strand 1921. Papaipema mulieris ingår i släktet Papaipema och familjen nattflyn. Inga underarter finns listade i Catalogue of Life.